# Массовое убийство в Виллиске
Убийство топором в Виллиске — массовое убийство в городе Виллиска в штате Айова, оставшееся нераскрытым и породившим большое количество различных версий.

## Убийство
10 июня 1912 года в собственном доме была найдена зверски убитой семья одного из самых богатых жителей города — бизнесмена Джозии Мура. Джозия Мур, его жена Сара, трое сыновей и одна дочь (все дети возраста не более 11 лет), а также две подруги семьи — сестры Лина и Айна Стиллинджер 9 и 12 лет, оставшиеся на ночь в гостях у семьи Мур, были убиты топором ночью, когда спали.
Было установлено, что никто из убитых не был подвергнут сексуальному насилию и дом не был ограблен.

## Следствие
В тот же день группа горожан устроили поиски убийц по «горячим следам». Следствие выдвигало различные версии: от убийства на личной почве до серийного характера. Тем не менее убийцы семьи Мур не установлены до сих пор.
В настоящее время домом владеют Дарвин и Марта Линн, купившие его в 1994 году. Они предприняли меры по полной реконструкции здания и восстановлению его вида, соответствующего 1910 году. Здание используется как частный музей, который можно посетить с целью экскурсии и даже переночевать для проведения парапсихологических экспериментов.